# 南華金融
南華金融控股有限公司，簡稱南華金融控股，以及南華金融（英語：South China Financial Holdings Limited，港交所：0619），則在1988年由吳鴻生（主席及總裁）家族、張賽娥，以及Richard Howard Gorges創立，名為「南華證券有限公司」。
現時在香港經營證券、融資、企業咨詢等業務，並持有南華傳媒集團，股份則在1993年7月16日於香港交易所主板上市，總部位於香港中環花園道1號中銀大廈28樓。

## 連結
- SCTrade.com（页面存档备份，存于）